# Leszek Tórz
Leszek Tórz (ur. 12 kwietnia 1959 w Poznaniu, zm. 15 lipca 2018 w Zabrzu) – polski hokeista na trawie, olimpijczyk z Moskwy 1980.

## Kariera sportowa
Zawodnik grający na pozycji napastnika. Był zawodnikiem Warty Poznań. Wywalczył tytuł mistrza Polski w hali (1979) oraz na otwartym stadionie w roku 1980.
W reprezentacji Polski rozegrał w latach 1978-1983 46 spotkań, zdobywając w nich 13 bramek.
Uczestnik mistrzostw Europy w Amsterdamie (1983), podczas których Polska drużyna zajęła 9. miejsce.
Brał udział w igrzyskach olimpijskich w Moskwie, w których Polska zajęła 4. miejsce.